# حسین رحمتی
حسین رحمتی (متولد ۱ فروردین ۱۳۷۳ در خرم‌آباد) بازیکن تیم ملی بسکتبال جوانان و بزرگسالان ایراناست. رحمتی برای باشگاه فریزهوست در لیگ سوئد بازی می‌کند.

## عناوین و افتخارات کسب شده
۱. عضو تیم‌های ملی بسکتبال جوانان و بزرگسالان از سال ۱۳۸۸؛ 

۲. حضور در مسابقات دانش آموزان جهان (چین) سال۱۳۸۸؛ 

۳. مقام اول مسابقات جوانان غرب آسیا (تهران) سال ۱۳۸۹؛ 

۴. مقام اول مسابقات جوانان غرب آسیا (لبنان) سال ۱۳۹۰؛ 

۵. مقام سوم مسابقات جوانان آسیا (مغولستان) سال ۱۳۹۱؛ 

۶. حضور در مسابقات جام جهانی جوانان پراگ (چک) سال ۱۳۹۱؛ 

۷. حضور در مسابقات جام ویلیام جونز بهمراه تیم ملی بزرگسالان (چین تایپه) سال ۱۳۹۳ ؛جام ویلیام جونز 

۸. حضور در تورنومنت ارمنستان به‌همراه تیم ملی بزرگسالان سال ۱۳۹۵؛ 

۹. حضور در مسابقات جام ویلیام جونز به همراه تیم ملی بزرگسالان (چین تایپه) سال ۱۳۹۶ ؛جام ویلیام جونز 

۱۰. مقام اول مسابقات لیگ برتر باشگاه‌های کشور به‌همراه تیم مهرام سال ۱۳۸۹؛ لیگ برتر بسکتبال ایران

۱۱. مقام اول مسابقات باشگاه‌های غرب آسیا به‌همراه تیم مهرام سال ۱۳۸۹؛ 

۱۲. مقام اول مسابقات لیگ برتر باشگاه‌های کشور به‌همراه تیم مهرام سال ۱۳۹۰؛ لیگ برتر بسکتبال ایران

۱۳. مقام سوم مسابقات لیگ ملی باشگاه‌های کشور به همراه تیم دانشگاه آزاد اسلامی سال ۱۳۹۳؛ 

۱۴. مقام دوم مسابقات لیگ برتر باشگاه‌های کشور به همراه تیم دانشگاه آزاد اسلامی سال ۱۳۹۴؛ لیگ برتر بسکتبال ایران

۱۵. حضور در لیگ برتر باشگاه‌های کشور به مدت ۸ سال به همراه تیم‌های مهرام تهران، افرا خلیج فارس، دانشگاه آزاد اسلامی، نیروی زمینی و شهرداری کاشان و آویژه صنعت مشهد؛

## تیم‌های باشگاهی
حسین رحمتی در کارنامه ورزشی خود سابقه همکاری با تیم‌های زیر را داشته‌است:
- باشگاه بسکتبال مهرام ۹۱–۹۰
- باشگاه بسکتبال مهرام۹۱–۹۲
- افرا خلیج فارس ۹۲–۹۳
- باشگاه بسکتبال دانشگاه آزاد تهران–۹۴
- نیروی زمینی۹۴–۹۵
- شهرداری کاشان ۹۵–۹۶
- نبوغ سرمایش اراک ۹۶–۹۷
- پارسا مشهد ۹۷–۹۸